# ジオキシゲニル

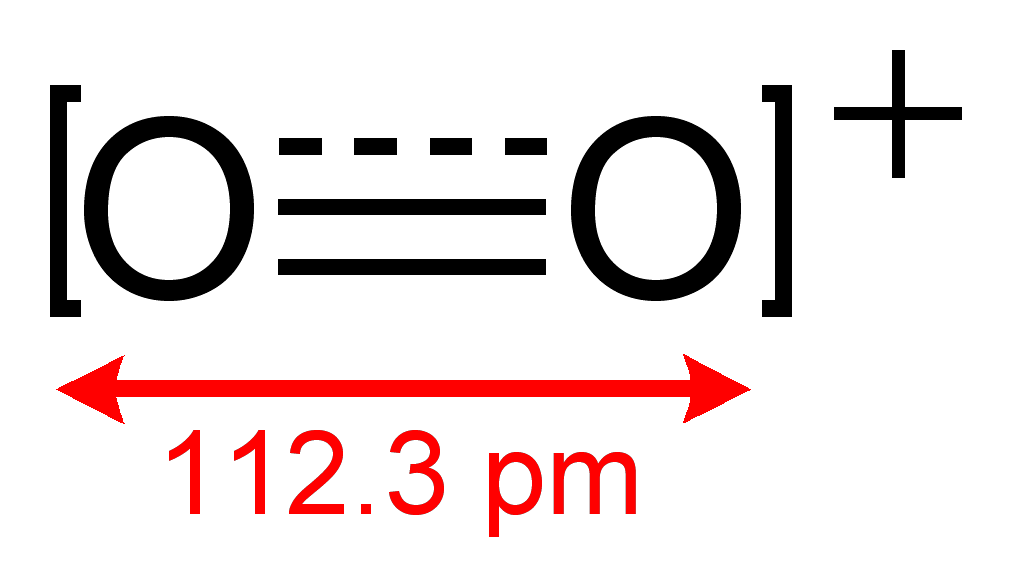
ジオキシゲニルカチオンの構造

ジオキシゲニル (英: dioxygenyl) イオン、O2+ は、両方の酸素原子の酸化数が+1/2の非常に珍しいオキシカチオンである。これは酸素分子から電子が一つ除去されてできる。
{\displaystyle {\ce {O2->{O2^{+}}+{\mathit {e}}^{-}}}}
この過程に要するエネルギーはすなわち酸素分子のイオン化エネルギーである。ほとんどの分子と比較してもこのイオン化エネルギーは1165 kJ mol−1と非常に高い。

## 構造と性質
O2+の結合次数は2.5、結合長は112.3 pmで、価電子数は一酸化窒素と同じである。結合エネルギーは625.1 kJ mol−1、伸縮の波数は1858 cm−1であり、両方ともほとんどの分子と比較しても大きくなっている。

## 化合物

### ヘキサフルオロ白金酸ジオキシゲニル
酸素 (O2) と六フッ化白金 (PtF6) とを反応させると、ヘキサフルオロ白金酸ジオキシゲニル (O2[PtF6]) が得られる。
{\displaystyle {\ce {{O2}+ PtF6 -> O2[PtF6]}}}
PtF6は、酸素分子を十分に酸化させることのできる強力な酸化剤の一つである。
ヘキサフルオロ白金酸ジオキシゲニルは、世界初の希ガス化合物の発見において極めて重要な役割を果たした。ブリティッシュコロンビア大学のネイル・バートレットは、PtF6 が O2 を O2+ に酸化することを発見、同時にキセノンでも実験を行い、ヘキサフルオロ白金酸キセノンを発見した。

### 他の化合物
また、類似した化合物として、ヘキサフルオロヒ酸ジオキシゲニル (O2[AsF6]) が発見されている。